# Хоабінь (озеро)
Озеро Хоабінь (в'єт. Hồ Hòa Bình / Hồ thủy điện Hòa Bình) — найбільше штучне водосховище у В’єтнамі. Воно розташоване на річці Да у провінціях Хоабінь і Шонла, та має довжину 230 км. Головна дамба озера розташована у місті Хоабінь. Ємність водосховища становить близько 9,45 км³. 
Це водосховище постачає воду ГЕС Хоабінь та зберігає воду в посушливий сезон. 